# Apple Cinema Display
Apple Cinema Display — семейство (модельный ряд) мультимедийных компьютерных дисплеев от Apple.
Apple Cinema Display — это серия плоскопанельных компьютерных ЖК-мониторов, производившаяся с сентября 1999 года по декабрь 2013 года компанией Apple. Первоначально они продавались совместно с мониторами старой серии «Studio Display», но в итоге заменили их. В июле 2011 года компания Apple представила преемника этой серии: Apple Thunderbolt Display, однако Apple Cinema Display продавались долгое время после релиза преемника, чтобы обеспечить совместимость с устройствами, не поддерживающими технологию Thunderbolt. 
Предлагались 20-, 22-, 23-, 24-,27-, и 30-дюймовые мониторы, последняя модель — 27-дюймовая IPS со светодиодной подсветкой.
Мониторы Cinema Display производились в трёх исполнениях: одно поколение — из поликарбоната и два — из анодированного алюминия. Первые дисплеи были оформлены так, чтобы соответствовать цветному пластику Power Mac G3 и, позднее, Power Mac G4, а последующие серии проектировались, чтобы соответствовать более профессиональной эстетике Power Mac G5 и PowerBook G4. Последняя версия мониторов выполнена в соответствии с дизайном ноутбуков, выпущенных в октябре 2008 года. Модель-преемник (Thunderbolt Display) сохранил корпус 27-дюймовой версии Cinema LED Display.

## Ранние модели мониторов Cinema Display
Первая модель — 22-дюймовый монитор Apple Cinema Display — был представлен в сентябре 1999 вместе с Power Mac G4 и использовал видео вход DVI. Он был выполнен из плотного пластика в виде рамки с подставкой как у мольберта и имел разрешение 1600 x 1200. Эта модель в июле 2000 г. была дополнена разъёмом Apple Display Connector (ADC), который позволял передавать DVI, USB и питание 25 В через один разъем. В итоге, 28 января 2003 года, эта модель была заменена 20-дюймовой версией, у которой был широкоформатный дисплей с разрешением 1680 x 1050.
23-дюймовая модель дублировала «Cinema HD Display», была представлена в марте 2002 и поддерживала разрешение 1080p.
28 июня 2004 года компания Apple представила новую линейку мониторов Cinema Display, а также 30-ти дюймовую модель монитора, которая наравне с 23-х дюймовыми моделями носила название «Cinema HD Display». Корпус новых моделей был выполнен из анодированного алюминия, который соответствовал профессиональным продуктам high-end класса производимых компанией. Так же может использоваться какая-либо другая стойка или монтаж на стену благодаря наличию адаптера для стандартного VESA-крепления, который продаётся отдельно. Хотя оформление дисплея не менялось в течение длительного времени, было сделано несколько внутренних усовершенствований без дополнительных уведомлений. Они касались уровня яркости и контрастности.
С появлением в октябре 2008 года 24 дюймового LED Cinema дисплея, производство 23-дюмового LED Cinema дисплея было прекращено. Так же в феврале 2009 года был прекращён выпуск 20-дюймовых моделей, оставив 30-дюймовый дисплей как единственную модель.

### Совместимость 30-дюймовой модели
В связи с высоким разрешением (2560х1600), для 30-дюймовых мониторов требуется видеокарта с выходом dual-link DVI. 15- и 17-дюймовые Macbook Pro начиная с 2007 года выпуска совместимы с этим дисплеем.
По состоянию на август 2010 года Mac Pro являлся единственным компьютером Macintosh, продаваемым с портом dual-link DVI. Тем не менее, все модели Mac выпускались с разъёмом Mini DisplayPort, который, с отдельно продаваемым адаптером, мог использоваться для подключения к 30-дюймовому монитору.
Все модели Power Mac G5, PowerBook G4 и Mac Pro, выпущенные после выхода 30-дюймового монитора, совместимы с ним без использования дополнительных адаптеров. Дискретная архитектура MacBook Pro так же поддерживает работу с 30-дюймовым дисплеем, в то время как для всех компьютеров Mac, выпущенных после октября 2008 года (кроме Mac Pro) требуется дополнительный адаптер. 30-дюймовый Cinema Display был представлен вместе с GeForce 6800, которая поддерживает два порта DVI-DL. Специально выпущенная ATI, карта AGP X800 Mac Edition, которая совместима только с Power Mac G5, так же поддерживает dual-link DVI, но имеет только один порт. Для этих же целей была выпущена Radeon 9600 Mac/PC, которая поддерживала dual-link DVI и была совместима с более старыми Power Mac с портом AGP.
Если к монитору подключить компьютер с single-link DVI (например, ноутбук Mac с разъёмом mini-DVI), то будет выводиться изображение только в разрешении 1280 x 800, даже если компьютер может передавать через single-link DVI изображение с разрешением 1920 x 1200.

## Матовые и глянцевые экраны
С переходом 14 октября 2008 года на модели Aluminum, Apple исключила матовый антибликовый экран из вариантов исполнения мониторов Cinema Displays. Как следствие, Cinema Displays от компании Apple стали доступны только с глянцевым экраном. Apple прекратила производство моделей серии настольных компьютеров iMac с матовыми экранами 7 августа 2007, таким образом, Apple не может предложить ни одно настольное оборудование с матовым антибликовым экраном. Это вызвало огорчение части пользователей, которым необходимы матовые экраны для их конкретной области деятельности, например, графических дизайнеров, фотографов, и пользователей, которым приходится смотреть на экраны в течение многих часов в день.
The Wall Street Journal назвал снятие с производства матовых экранов наихудшим техническим решением Apple.
Матовый дисплей вернулся только в iMac вышедшей в 2022 году на основе процессора М1.

## LED Cinema Display
14 октября 2008 года 23-дюймовая модель Cinema Display была заменена 24-дюймовой моделью, сделанной из алюминия и стекла в стиле актуальных тогда iMac, MacBook Pro и unibody MacBook. Особенностями дисплея являются камера iSight, микрофон и стереофонические громкоговорители. На задней поверхности монитора есть кабель MagSafe, благодаря которому можно заряжать ноутбуки MacBook. Это первый широкоформатный дисплей, который использует светодиодную фоновую подсветку и видео вход Mini DisplayPort. Это единственный официально совместимый с компьютерами Mac монитор с Mini DisplayPort разъёмом. Для использования этого монитора с более старыми компьютерами Mac необходимо использовать дополнительные конвертеры.
26 июля 2010 года 24-дюймовые и 30-дюймовые мониторы Cinema Displays были заменены на 27-дюймовую модель, поддерживающую разрешение до 2560 x 1440 — модель Cinema Display, выпускаемую до 2013 года.
20 июля 2011 года серия Cinema Display была заменена на Apple Thunderbolt Display.

## Модельный ряд
| Начало выпуска | Окончание выпуска | Название модели монитора  | Размер экрана               | Максимальное разрешение (пикс.) | PPI    | Корпус                                        | Номер модели | Тип сигнального интерфейса | Потребляемая мощность                           | Время отклика | Камера      |
| -------------- | ----------------- | ------------------------- | --------------------------- | ------------------------------- | ------ | --------------------------------------------- | ------------ | -------------------------- | ----------------------------------------------- | ------------- | ----------- |
| 09.1999        | 07.2000           | Apple Cinema Display      | 22"                         | 1600x1024                       | 86.35  | поликарбонат                                  | M5662        | DVI-D                      | 62-77 вт                                        | ?             | ?           |
| 07.2000        | 01.2003           | Apple Cinema Display      | 22"                         | 1600x1024                       | 86.35  | поликарбонат                                  | M8149        | ADC                        | 62-77 вт                                        | ?             | ?           |
| 03.2002        | 06.2004           | Apple Cinema HD Display   | 23"                         | 1920x1200                       | 98.44  | поликарбонат                                  | M8536        | ADC                        | 70 вт                                           | 16 мс         | нет         |
| 01.2003        | 06.2004           | Apple Cinema Display      | 20"                         | 1680x1050                       | 99.06  | поликарбонат                                  | A1038        | ADC                        | 60 вт                                           | 16 мс         | нет         |
| 06.2004        | 02.2009           | Apple Cinema Display      | 20"                         | 1680x1050                       | 99.06  | алюминий                                      | A1081        | DVI-D                      | 65 вт                                           | 14 мс         | нет         |
| 06.2004        | 11.2008           | Apple Cinema HD Display   | 23"                         | 1920x1200                       | 98.44  | алюминий                                      | A1082        | DVI-D                      | 90 вт                                           | 14 мс         | нет         |
| 06.2004        | 07.2010           | Apple Cinema HD Display   | 30" (29.7" видимая область) | 2560x1600                       | 101.65 | алюминий                                      | A1083        | Dual Link DVI-D            | 150 вт                                          | 14 мс         | нет         |
| 10.2008        | 07.2010           | Apple LED Cinema Display  | 24"                         | 1920x1200                       | 94.3   | алюминий, с глянцевой стеклянной поверхностью | A1267        | Mini DisplayPort           | до 212 вт (при заряде MacBook Pro)              | 14 мс         | iSight      |
| 07.2010        | 12.2013           | Apple LED Cinema Display  | 27"                         | 2560x1440                       | 109    | алюминий, с глянцевой стеклянной поверхностью | A1316        | Mini DisplayPort           | до 250 вт (при заряде MacBook Pro)              | 12 мс         | iSight      |
|                |                   |                           |                             |                                 |        |                                               |              |                            |                                                 |               |             |
| 07.2011        | 06.2016           | Apple Thunderbolt Display | 27"                         | 2560x1440                       | 109    | алюминий, с глянцевой стеклянной поверхностью | A1407        | Thunderbolt                | до 250 вт (при использовании конектора MagSafe) | 12 мс         | FaceTime HD |

## Характеристики LED Cinema Display 24"[3]
- Номер модели: A1267
- Каталожный номер: MB382LL/A
- Тип экрана: LCD IPS, 24" (видимая область), глянцевый жидкокристаллический экран на активной матрице тонкоплёночных транзисторов
  - Цветовая палитра: 16,7 миллионов
  - Угол обзора: 178° — по горизонтали и по вертикали
  - Яркость: 330 кд/м²
  - Контрастность: 1000:1
  - Время отклика: 14 мс
  - Разрешение: 1920 x 1200, 1280 x 800, 1024 x 640 пикселов
- Один кабель с тремя разъёмами: Mini DisplayPort, MagSafe, USB 2.0
- Кабель питания переменного тока
- Разъём для замка безопасности Kensington
- Коннектор: Mini DisplayPort
- Совместимость: MacBook, MacBook Air, MacBook Pro компьютеры с гнездом Mini DisplayPort
- Звук: встроенные динамики (система — 2.1) и микрофон
- Камера: встроенная iSight
- Порты: USB 2.0 — 3 шт., MagSafe — 1 шт.
- Мощность потребляемая: 212 вт (при зарядке MacBook Pro)
  - Экономичные режим: 1 вт
- Габаритные размеры: 47.84 (высота) х 57.32 (ширина) x 19.71 (толщина) см
- Вес: 9.5 кг
- Сертификаты: Energy Star, золотой EPEAT[4]